# Джон Петри
Джон (Джоки) Петри (на английски: John Petrie) е шотландски футболист. Роден е през 1867 или 1868 г. Играл е за шотландския „ФК Арброут“. Той е рекордьор по най-много отбелязани голове в един футболен мач във британския футбол, понеже през 1885 г. записва 13 гола при победата на ФК Арброут срещу Бон Акорд с 36 – 0.